# Адальберт Празький
Адальбе́рт Пра́зький або святий Войтех, у Польщі святий Войцех (чеськ. Svatý Vojtěch; бл. 955—23 квітня 997) — святий римо-католицької церкви, єпископ празький з 983 року, в Польщі з кінця 996 року; убитий під час місіонерської подорожі до Прусії; 999 року оголошений святим, патрон католицької церкви в Польщі. Вихованець Адальберта Магдебурзького, чиє ім'я взяв собі.

## Біографія
Войтех народився у чеському містечку Лібіце приблизно у 956 році. Походив із заможної та впливової родини Славниковичів. Його батько, голова родини, чеський князь Славник мав кровні зв'язки з династією Сасків, яка панувала у Німеччині. Стрежислава, мати святого, також походила із знатної родини. Славник мав сім синів, Войтех був шостим з них. Спочатку батько хотів, аби син був лицарем, однак хвороба, перенесена у дитинстві, змінила його плани. Родичі дали обітницю, що якщо Войтех вилікується, то буде духівником. Так говорить одна з легенд.
Духовну освіту та миропомазання отримав від святого Адальберта — першого митрополита Магдебурга, обрав собі його ім'я. У подальших текстах згадується переважно під іменем Адальберта, під ним більше знаний в Європі.
Повернувся до Праги у 981 році після смерті Адальберта. У 982 (у віці 27 років) став Празьким єпископом, після німця Дітмара, який з 973 року був ординарієм. Патріотичні настрої та прагнення чехів позбутися німецького керівництва, завдяки чому Войтеха запропоновано на єпископа, не стали запорукою для радісного життя пастви з пастирем. Молодий єпископ вимагав, щоб християни не були багатоженцями, і тим самим нажив собі ворогів серед можновладців, які мали такий звичай. Він вимагав, щоби священики клопоталися справами церкви, а не жили з жінками офіційно чи й неофіційно, і заробив відповідне ставлення кліру до себе.
Він противився продажу християн у рабство мусульманам, чим заробляли євреї, найбільші «банкіри». Біограф стверджує, що святий Адальберт мав віщий сон, у якому до нього звернувся Христос: «Ось я знову проданий, а ти спиш?». Ця сцена була викарбувана на гнєзненських воротах.
Він перерозподілив курсування грошей у курії, призначивши чверть доходів на допомогу бідним, що, знову ж таки, не покращило «внутрішнього» сприйняття його пастирства.
Чехи де-факто не бажали бути християнами. Вони воліли жити як язичники, і при цьому мати Церкву як «запасний варіант» для спасіння. Близько 988 року Войтех залишив Прагу і подався до Рима просити Папу про звільнення від такого пастирства. По дорозі він продовжував свої духовні шукання і приїхав до одного грецького старця, славетного Ніла, якого просив про чернечий постриг. Ця історія заслуговує на окрему розповідь: православний, як би сказали зараз, старець порадив молодому Войтеху не поривати з традицією, в якій він виріс, і вступити до монастиря західного обряду. Отак 990 року св. Войтех прийняв постриг у бенедиктинському монастирі святих Олексія і Боніфація, де жили разом монахи обох обрядів, і був прикладом чудесного брата-бенедиктинця…
Прага звернулася до Папи Римського з листом: прислати назад єпископа, бо ж він глава церкви. Після наказу Папи, Войтех пішов. Став будувати храми в поселеннях (бо доти церкви існували тільки в межах панських замків). Заснував перший бенедиктинський монастир під Прагою. І раптом одну з жінок місцевого багатія схопили на перелюбстві та хотіли вбити, а єпископ дав їй прихисток у монастирі бенедиктинок, але панські слуги вбили її прямо там. Єпископ піддав злочинців анафемі, а ті вирізали і спалили доми його чотирьох братів разом із сім'ями, бо рід Славніковичів був їхнім давнім суперником. Це відбулося 28 вересня 995 року. Войтех знову подався до Рима. Папа прийняв його доброзичливо, але, на жаль, помер у 996 році. Тоді був скликаний синод, на якому Мюнхенський митрополит звинуватив Войтеха у невиправданому полишенні Празької кафедри. На вирішення своєї долі Войтех чекав у Майнці, бо увійти в Прагу інакше, ніж під збройним захистом імператора Оттона ІІІ, він змоги не мав. А Прага погрожувала смертю.
Отак і визначився напрямок місіонерства св. Войтеха-Адальберта: доброзичливо прийнятий польським королем Болеславом І, він пішов від нього навертати прусів-язичників. Король дав йому 30 солдатів для захисту, але Войтех ішов проповідувати Добру Новину, тож відіслав їх назад і поплатився. Десь приблизно під нинішнім Ельблонгом він загинув 23 квітня 997 року, в день Великої п'ятниці. Йому відрубав голову язичницький священник, а потім «присутній народ в однодушному пориві» підняв тіло християнина на списах. Святому Адальберту тоді був лише 41 рік.

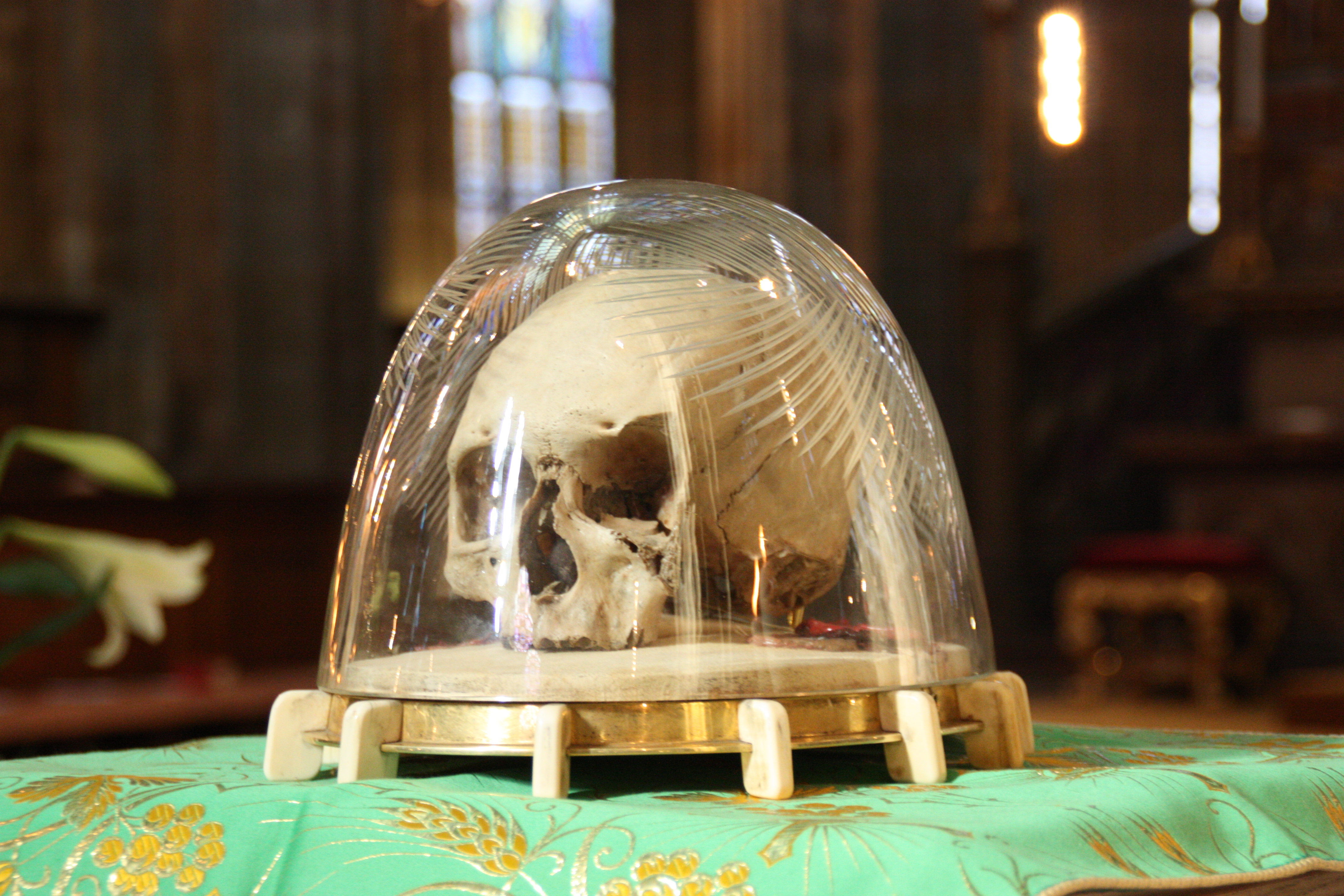
Череп Св. Адальберта в Празькому соборі

Його тіло викупив Болеслав І, давши взамін стільки золота, скільки воно заважило. Реліквію урочисто було перенесено до Гнезна. Оттон ІІІ послав звістку про смерть святого Папі, а також прохання про його канонізацію. Це був перший випадок прохання про канонізацію до Папи, до того часу святих оголошували місцеві єпископи. Канонізація відбулась у 999 році. Виконав її Сильвестр II, який одночасно заснував метрополію святого Войтеха у Гнєзно.

## Культ
Культ святого швидко поширився на багато країн Європи. Святий Войтех (як святий Войцех) є покровителем Польщі, Чехії, Угорщини та Прусії. У самій Польщі приблизно 150 населених пунктів, понад двісті костелів та каплиць носять його ім'я.
Зображається у єпископських шатах. Його атрибути: орел (захищає власні останки), посох, весло (яким його вдарив язичник під час проповіді), сім списів, відрубана голова в руках.

## Галерея

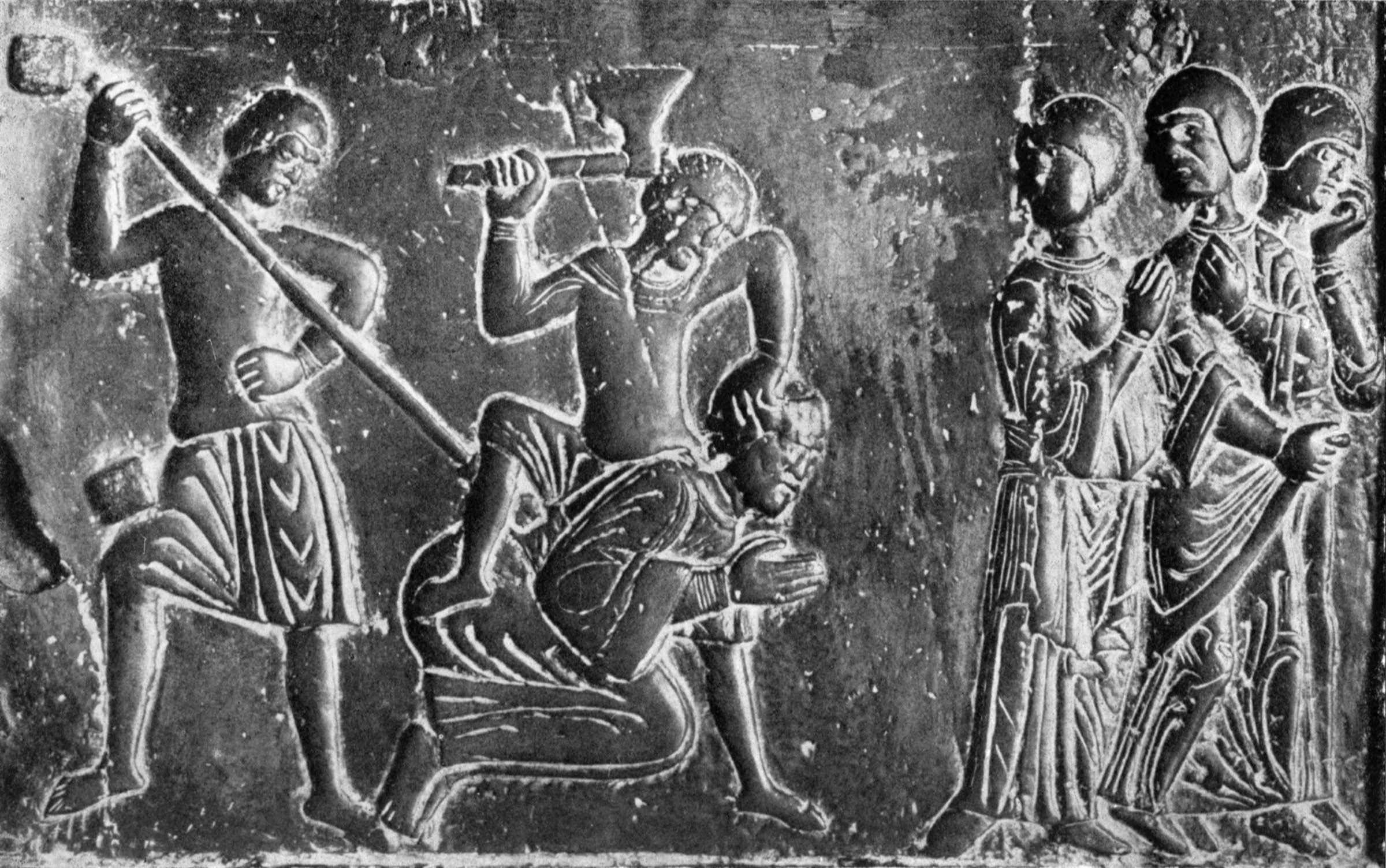
Пруси вбивають Св. Адальберта. Середньовічна мініатюра
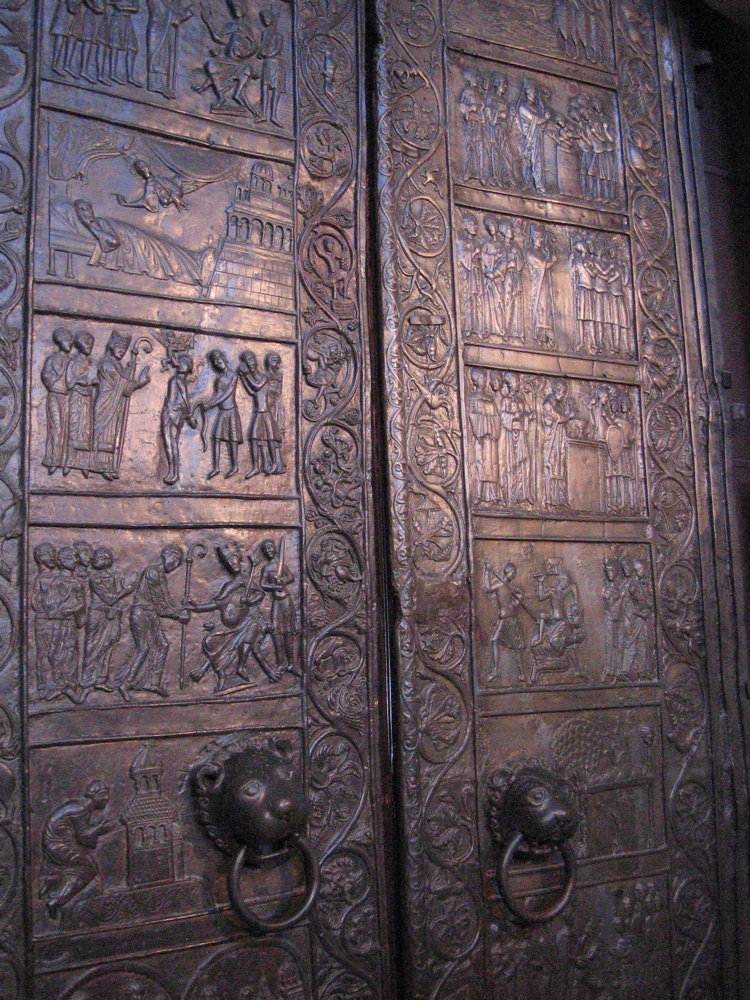
Епізоди з життя Св. Адальберта на Гнезненських воротах
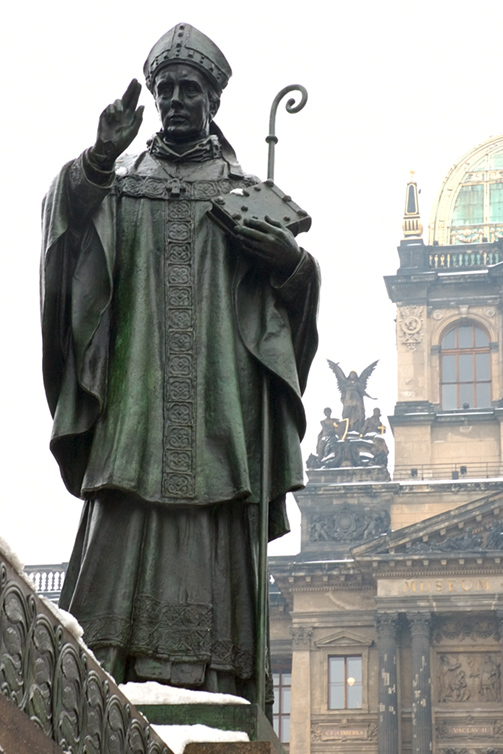
Пам'ятник Св. Адальберту. Вацлавська площа, Прага
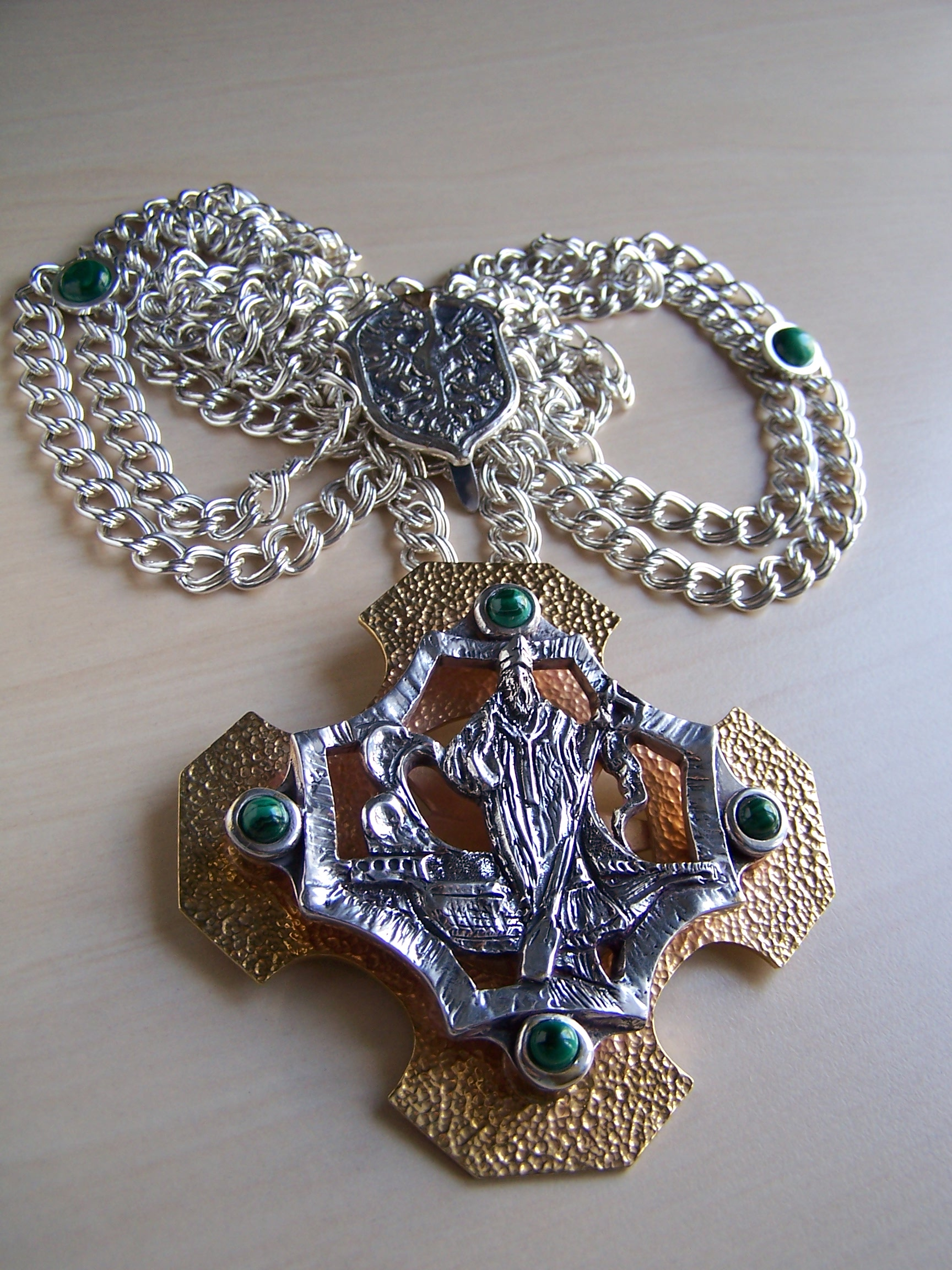
Хрест гданського каноніка з зображенням Св. Адальберта. Срібло, золото, Геннадій Єршов
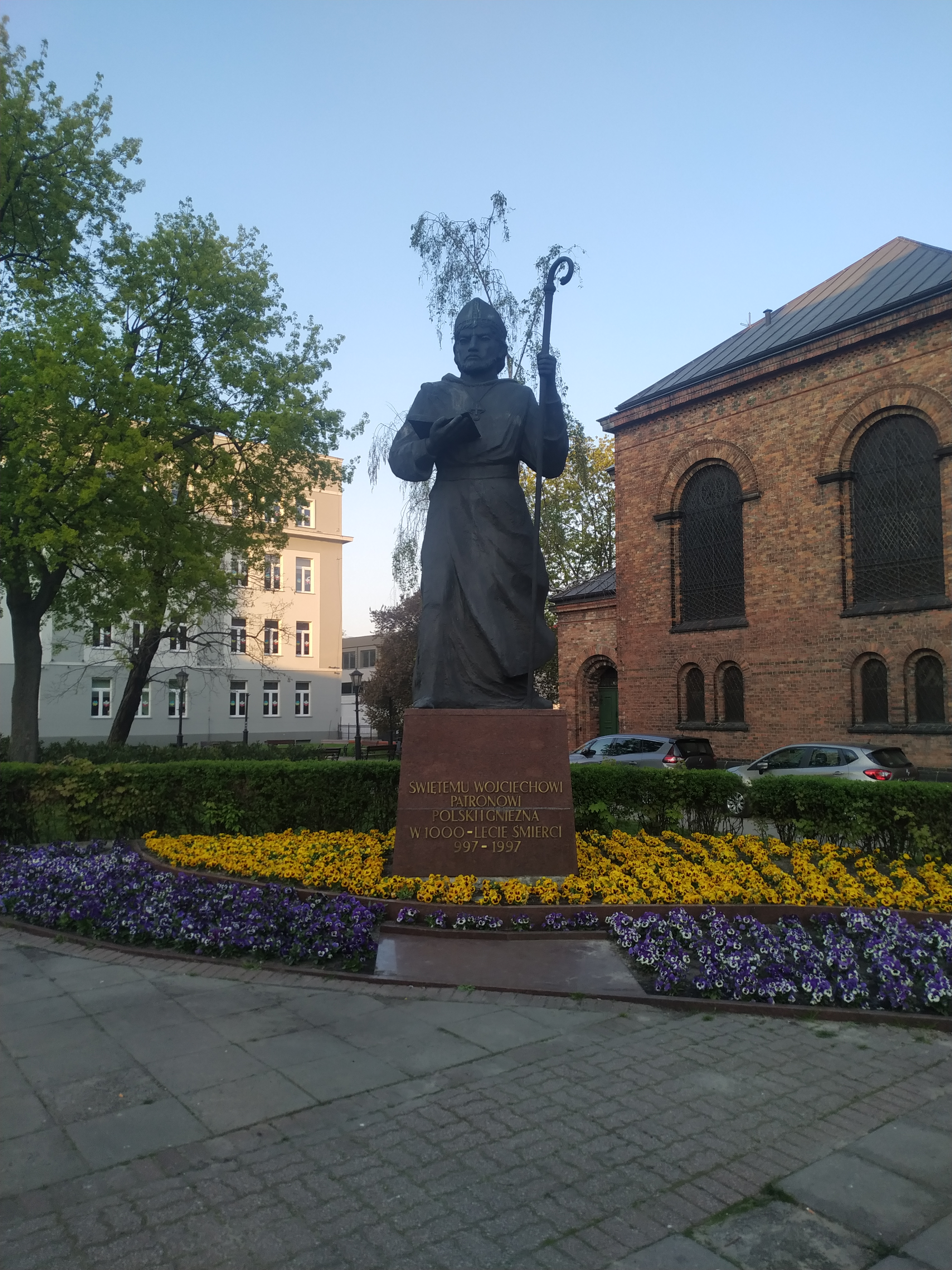
Пам'ятник Св. Войцехові в Гнезні
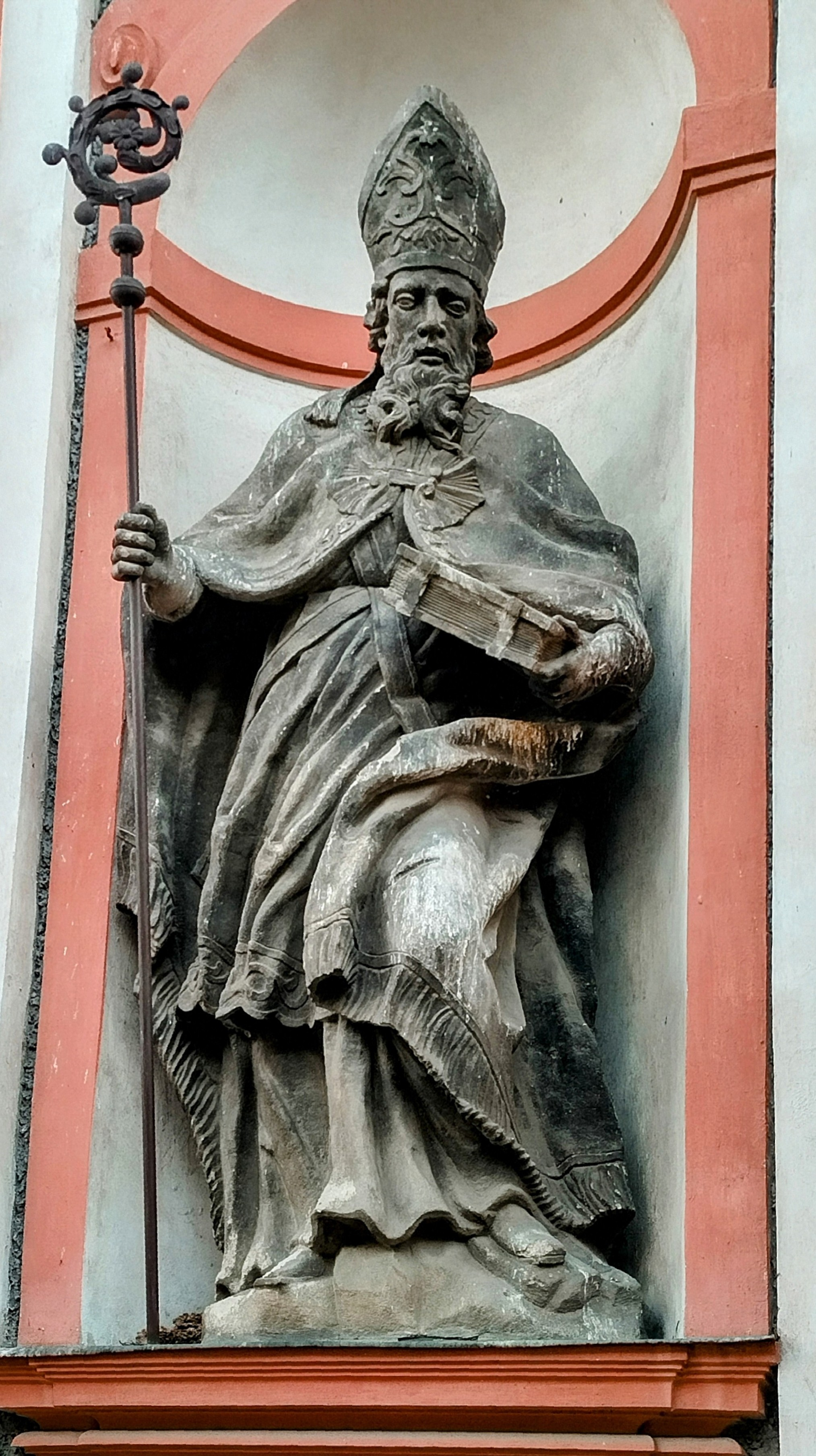
Барокова статуя Св. Адальберта на фасаді церкви Св. Яна Непомуцького, Кутна Гора